# Dedos de la mano
Se conoce con el nombre de dedos de las manos aquella parte del cuerpo humano que corresponde a los cinco dedos de la mano, clasificada en la Terminología Anatómica de 1997 con el código A01.1.00.030 y bajo el nombre latino de digiti manus. Es una parte duplicada, de tal modo que existen «dedos de la mano derecha» y «dedos de la mano izquierda», subpartes simétricas especularmente entre sí respecto al plano medio cuando se encuentran ambas en posición anatómica.
Recibe el mismo nombre la región anatómica correspondiente a esa parte del cuerpo, clasificada con el código A01.2.07.026 y bajo el mismo nombre latino. Esta región está compuesta por las siguientes subregiones:

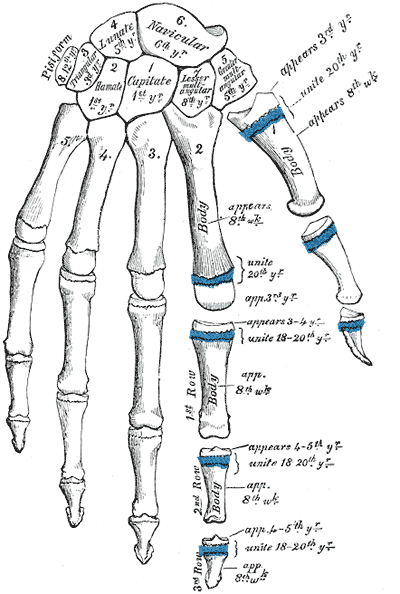
Huesos de la mano. Obsérvense las 2 falanges que componen el dedo pulgar y las 3 falanges que componen el resto de los dedos.

## Pulgar

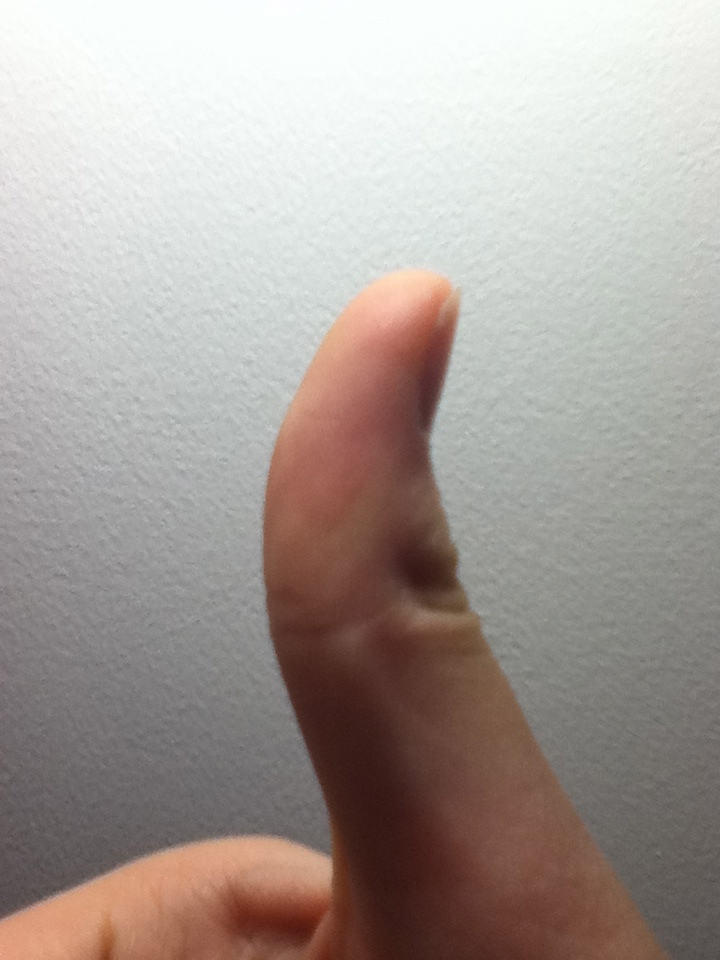

Región correspondiente al dedo homónimo: también conocido como «primer dedo [I] de la mano», es el dedo más externo de la mano cuando esta se encuentra en la posición anatómica, es decir, con las palmas en posición frontal. Está clasificada con el código A01.2.07.027 y bajo los nombres latinos de pollex y digitus primus [I] manus. El dedo y región correspondientes en el pie reciben el nombre de dedo gordo, además de primer dedo del pie.

## Índice

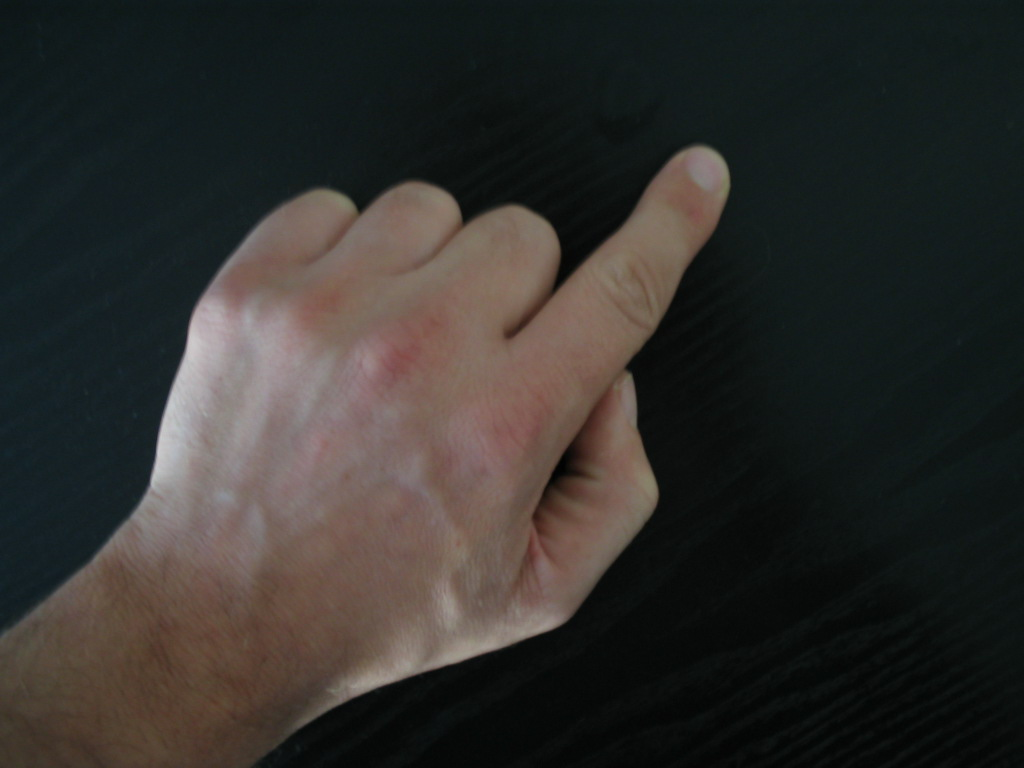

Región correspondiente al dedo homónimo: también conocido como «segundo dedo [II] de la mano», es el segundo dedo más externo de la mano cuando esta se encuentra en la posición anatómica. Está clasificada con el código A01.2.07.028 y bajo los nombres latinos de index y digitus secundus [II] manus. El dedo y región correspondientes del pie no se llaman «índice», sino segundo dedo del pie.

## Dedo medio, o meta radial

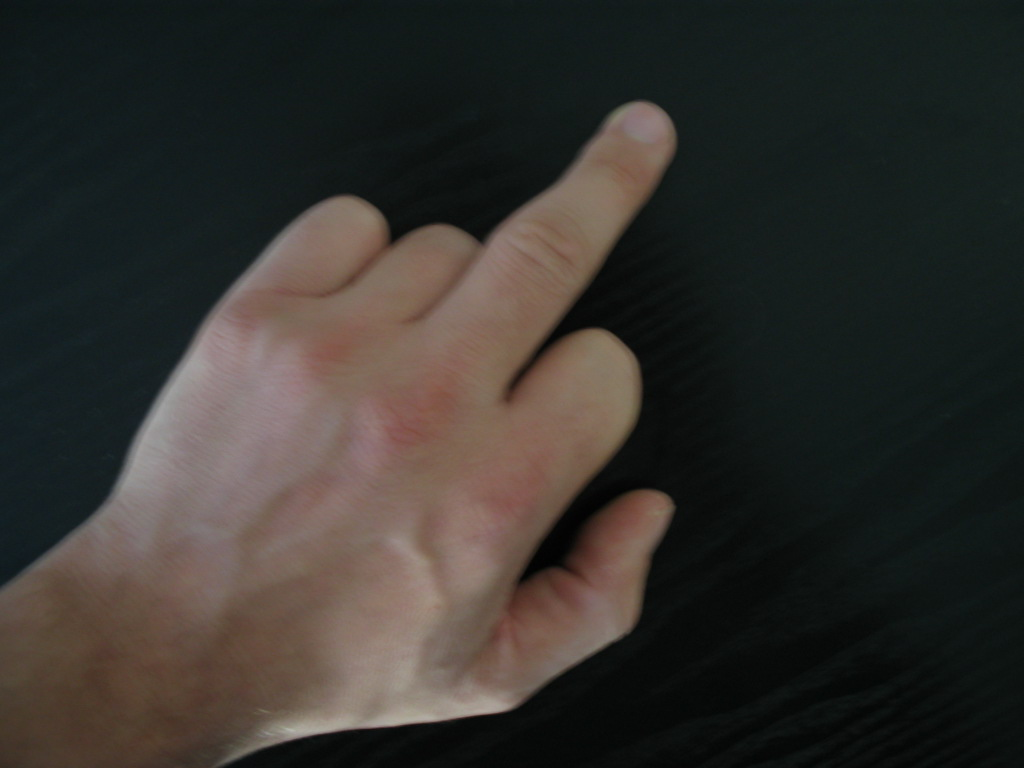

Región correspondiente al dedo homónimo: también conocido como «tercer dedo [III] de la mano» o «dedo cordial», es el tercer dedo más externo (o interno) de la mano cuando esta se encuentra en posición anatómica. Está clasificada con el código A01.2.07.029 y bajo los nombres latinos de digitus medius y digitus tertius [III] manus. El dedo y región correspondientes del pie no se llaman «dedo medio», sino tercer dedo del pie.

## Anular

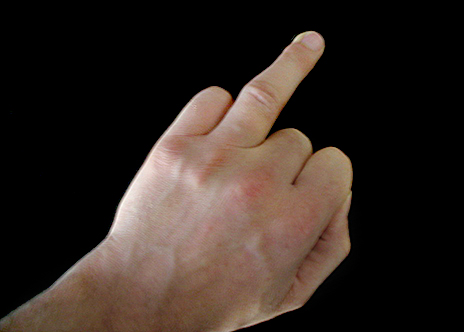

Región correspondiente al dedo homónimo: también conocido como «cuarto dedo [IV] de la mano», es el cuarto dedo más externo (o segundo más interno) de la mano cuando esta se encuentra en posición anatómica. Está clasificada con el código A01.2.07.030 y bajo los nombres latinos de digitus anularis y digitus quartus [IV] manus. El dedo y región correspondientes del pie no se llaman «anular», sino cuarto dedo del pie.

## Meñique de la mano

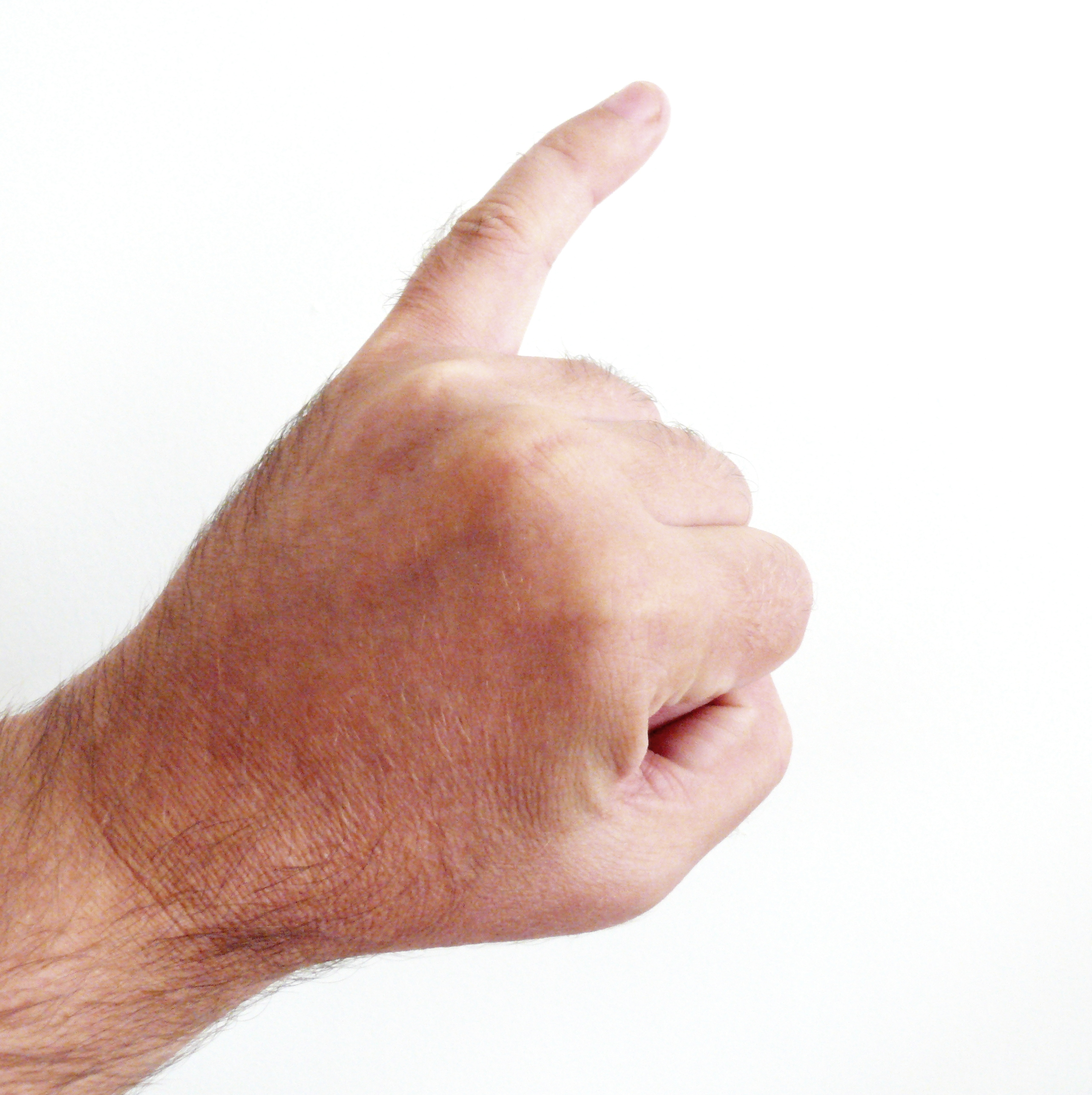

Región correspondiente al dedo homónimo: también conocido como quinto dedo [V] de la mano, es el quinto dedo más externo (o primero más interno) de la mano cuando esta se encuentra en posición anatómica. Está clasificada con el código A01.2.07.031 y bajo los nombres latinos de digitus minimus y digitus quintus [V] manus. El dedo y región correspondientes del pie se llaman dedo meñique del pie o quinto dedo del pie.